# Santa Clara, Mazatán
Santa Clara är en ort i Mexiko.   Den ligger i kommunen Mazatán och delstaten Chiapas, i den sydöstra delen av landet, 900 km sydost om huvudstaden Mexico City. Santa Clara ligger 34 meter över havet och antalet invånare är 414.
Terrängen runt Santa Clara är platt. Runt Santa Clara är det tätbefolkat, med 266 invånare per kvadratkilometer. Närmaste större samhälle är Tapachula, 15,2 km öster om Santa Clara. Omgivningarna runt Santa Clara är en mosaik av jordbruksmark och naturlig växtlighet.